# Frappe au levier
Pour les articles homonymes, voir presse.
La frappe au levier est un procédé moderne de presse à vapeur pour frapper la monnaie, inventée par les Britanniques Matthew Boulton et James Watt à la fin du XVIIIe siècle. 

## Histoire

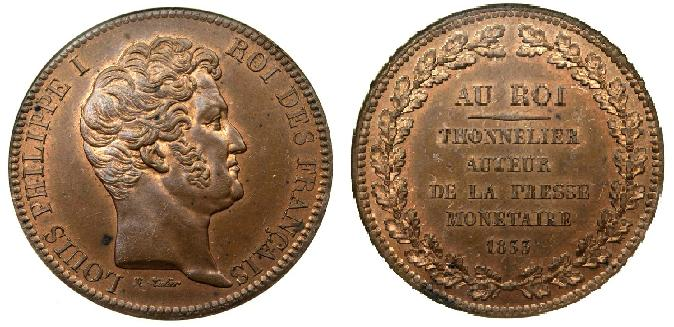
Essai en bronze de Thonnelier pour le module de la pièce de 5 francs frappé en 1833 par la Monnaie de Paris.

Le procédé qui repose sur le principe de la machine de Watt, après des essais qui durèrent presque vingt ans, est adopté par la Monnaie de Londres en 1805, via la Soho Mint. Son rendement est de 50 pièces à la minute en moyenne.
Dans l'intervalle, ce procédé permit par exemple aux frères Monneron de fabriquer une grande quantité de monnaies divisionnaires de nécessité en bronze pour la France en 1791, pièces appelées des monnerons.
L'Allemand Dietrich Uhlhorn en 1817 et le Français Nicolas Thonnelier en 1833, conçurent une presse à levier fonctionnant à la vapeur, dont le rendement était de 100 pièces à la minute. La Monnaie de Paris installe ses premières machines en 1845.
Actuellement et depuis un siècle, les presses à levier fonctionnent à l'électricité et sont beaucoup plus puissantes : on obtient en moyenne 800 pièces par minute par exemple sur les presse de l'usine située à Pessac. 
Les six opérations principales suivantes sont automatisées quasi-intégralement :
- fonte et coulage (en lames et en lingots)
- laminage
- découpage des flans dans une bobine de métal par un découpoir à emporte-pièce
- cordonnage
- recuit dans des fours pour malléabiliser le flan
- brillantage
- vérification des flans par une caméra puis frappe